# Райнгау

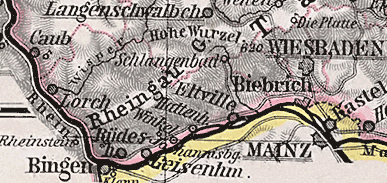
Райнгау на німецькій карті 1905 року

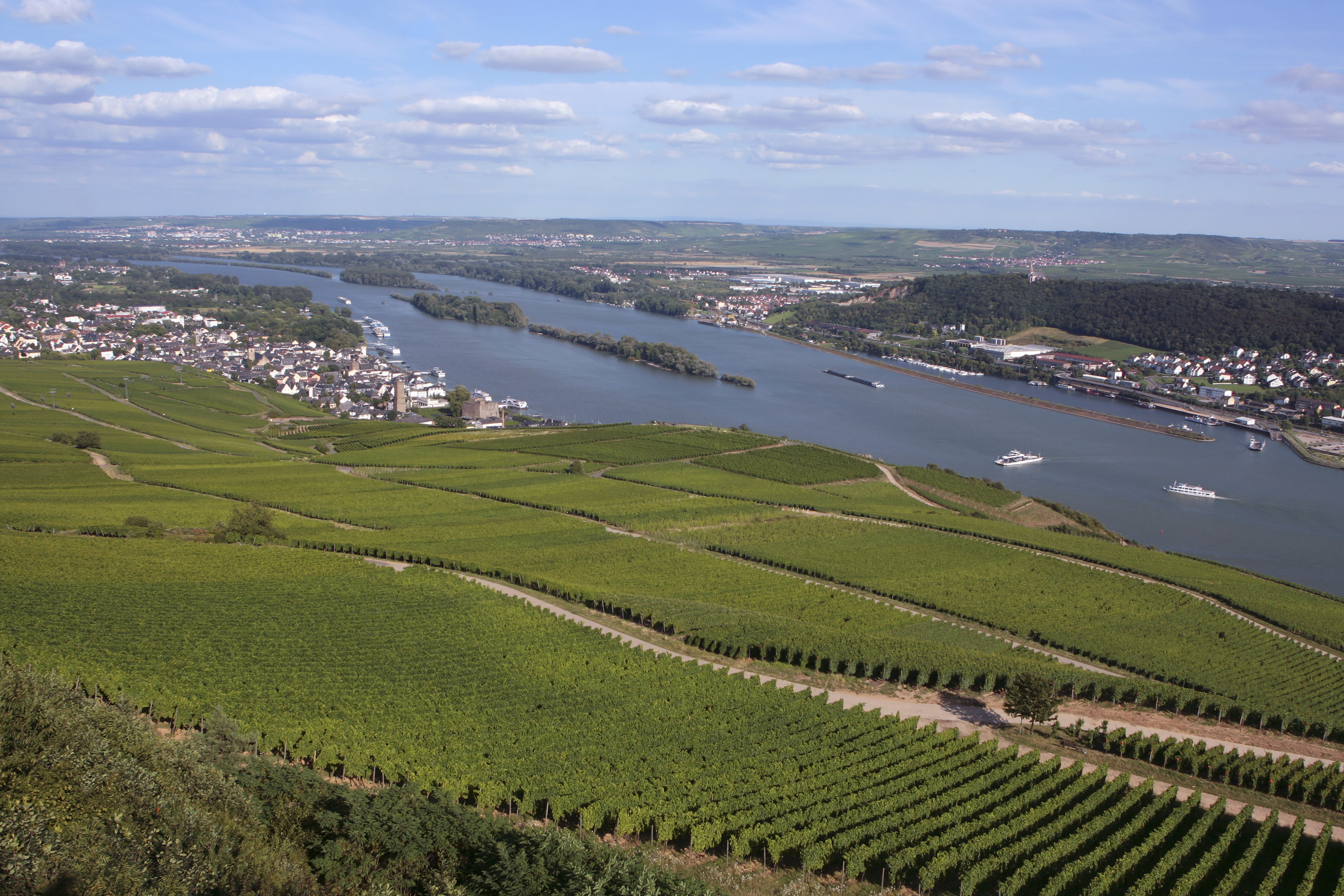
Виноградники поблизу Рюдесгайма

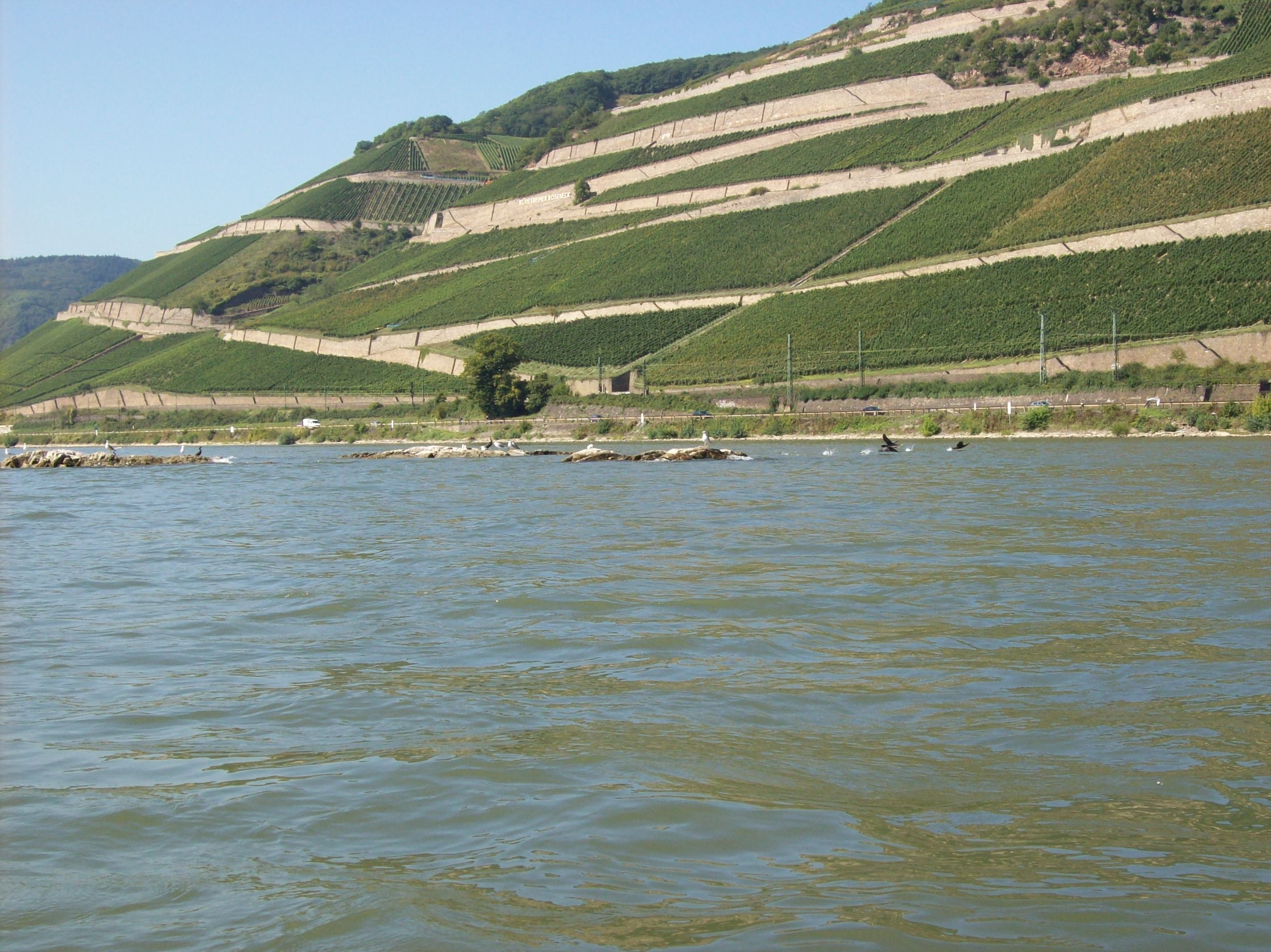
З виноградників на північних схилах Рейну отримують вина найвищої якості

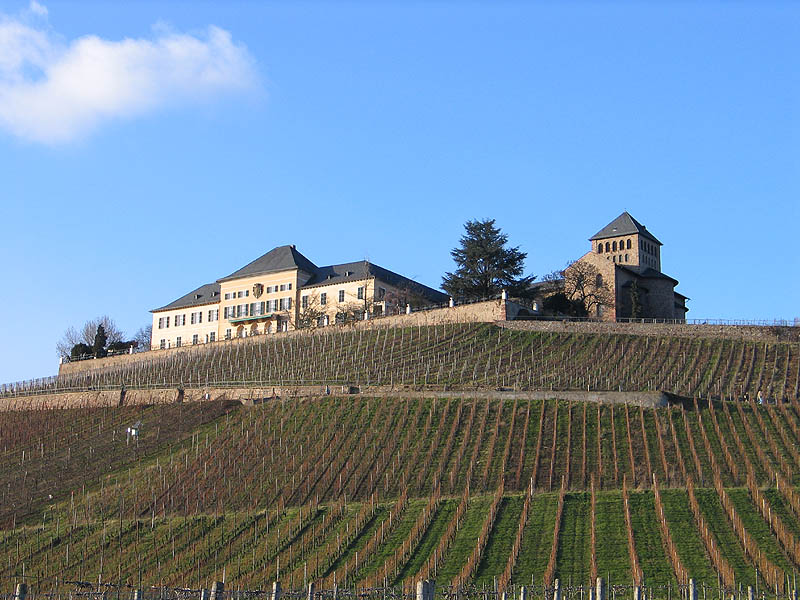
Найстаріші виноградники сорту рислінг, що оточують замок Йоганнісберг

Райнгау (нім. Rheingau німецька: [ˈʁaɪnɡaʊ] ⓘ; досл. «Рейнський округ», від нім. Gau — графство, регіон, округ) — культурно-географічний регіон у Центральній Німеччині. Найбільший виноробний район землі Гессен, де виробляються найкращі рейнські вина, або райнвайни. Сучасний винний туризм зосереджений навколо міста Рюдесхайм-ам-Рейн. На південь від Райнгау розташований виноробний регіон Рейнгессен.

## Географія
Регіон Райнгау лежить між горами Західного Таунуса (іноді званими «горами Райнгау») і долиною Рейна в тому місці, де Рейн, відхиляючись від своєї більш-менш постійної течії на північ, трохи вище Майнца робить поворот на захід і тече в цьому напрямку протягом 30 км до Бінгена, після чого знову повертає в північному напрямку до міста Лорх. Топографічно Райнгау є горбистою рівниною, що полого спускається від гір Таунуса до Рейну, з дуже сприятливим кліматом для садівництва і виноробства. Частина території входить до адміністративного району Райнгау-Таунус.
У 2002 році 65-кілометрова ділянка долини Середнього Рейну, щільно засаджена виноградниками, була оголошена ЮНЕСКО пам'яткою Світової спадщини.

## Історія
У 1 тисячолітті до н. е. територію Райнгау населяли кельти. Між III та I століттями до н. е. тут розселилися німецькі племена. У І столітті н. е. цю область завоював Рим, і вона увійшла у провінцію Верхня Германія (Germania Superiora). У V і VI століттях заселяється німецькими племенами алеманнів та ріпуарських франків.
Регіон послідовно входить до складу Франкської держави, та Священної Римської імперії німецької нації. З XIII століття по 1803 рік Райнгау належало Майнським архієпископам. У 1632 році під час Тридцятирічної війни регіон був атакований і спустошений військами шведського короля Густава Адольфа II.
З 1803 Райнгау входило до складу Нассауського герцогства, яке в 1866 поглинула Пруссія.

## Виноробство
Райнгау і Мозель — два регіони Німеччини, де традиційно випускаються білі вина найвищої світової якості (особливо вина пізнього врожаю). Виноградники (загальною площею 3200 га) займають дуже вузьку смугу, яка тягнеться вздовж правого берегу Рейну між Гохгайм-ам-Майном і Лорхом. На північному березі Рейна розташоване одне з найстаріших у Центральній Європі виноробних господарств — замок Йоганнісберг. Найбільша територія відведена у виноградниках під рислінг, який вперше згаданий у Райнгау ще в 1435 році, але тривалий час конкурував з іншими сортами — такими, як ельблінг та орлеан (що нині майже зник).
Майже в кожному місті Райнгау проводиться власний фестиваль вина. Найбільший із них проходить щороку в серпні у Вісбадені .

## Населені пункти
- Ельтвілле-ам-Райн
- Ербах
- Гайзенхейм
- Рюдесхайм
- Асмансхаузен
- Лорх
- Пресберг
- Штефансхаузен
- Хальгартен
- Йоганнісберг
- Естріх-Вінкель
- Кідріх
- Валлуф
- Рауенталь
- Мартінсталь
- Херренхейм